# Broichhausen (Hennef Sieg)
Broichhausen ist ein Ortsteil der Stadt Hennef (Sieg).

## Lage
Der Weiler liegt in einer Höhe von 200 Metern über N.N. auf den Hängen des Westerwaldes.

## Geschichte
1830 lebten in Broichhausen 75 Einwohner. 1910 gab es in Broichhausen die Haushalte Ackerin Witwe Peter Bellinghausen, Steinbrucharbeiter Peter Josef Bolz, Ackerer Peter Bröhl, Ackerin Witwe Johann Daahs, Ackerer Johann Dahm, Ackerer Adolf Hauber, Fabrikarbeiter Wilhelm Hauber, Ackerin Witwe Christian Höhner, Steinbrucharbeiter Theodor Höhner, Schuster Johann Hombach, Steinbrucharbeiter Adolf Kreutz, Tagelöhner Heinrich Kreutz, Witwe Wilhelm Krohm, die Steinbrucharbeiter Jakob und Wilhelm Schmitz, Fabrikarbeiter Heinrich Steimel und Zimmerer Heinrich Stöcker. Damals gehörte der Ort zur Gemeinde Geistingen.